# باب الخير (الرقة)
باب الخير قرية سورية تتبع ناحية سلوك في منطقة تل أبيض في محافظة الرقة. بلغ عدد سكانها 447 نسمة في عام 2004 حسب إحصاء المكتب المركزي للإحصاء.